# Ferrières (Meurthe-et-Moselle)
Ferrières is een gemeente in het Franse departement Meurthe-et-Moselle in de regio Grand Est. De plaats maakt deel uit van het arrondissement Nancy en sinds 22 maart 2015 van het kanton Lunéville-2, toen het kanton Saint-Nicolas-de-Port, waar Ferrières daarvoor deel van uitmaakte, werd opgeheven.

## Geografie
De oppervlakte van Ferrières bedraagt 6,3 km², de bevolkingsdichtheid is 38,1 inwoners per km².
De onderstaande kaart toont de ligging van Ferrières (Meurthe-et-Moselle) met de belangrijkste infrastructuur en aangrenzende gemeenten.

## Demografie
De figuur toont het verloop van het inwonertal (bron: INSEE-tellingen).